# Сандін 2-й
Са́ндін 2-й (рос. Сандин 2-й, башк. 2-се Санйын) — присілок у складі Куюргазинського району Башкортостану, Росія. Входить до складу Єрмолаєвської сільської ради.
Населення — 149 осіб (2010; 176 в 2002).
Національний склад:
- башкири — 51%